# 永宗大橋
永宗大橋（ヨンジョンおおはし、영종대교）は、大韓民国仁川広域市にある橋。仁川国際空港のある中区永宗島北東部と、西区獐島（チャンド）とを結ぶ。長さ4420m、上層は仁川国際空港高速道路と下層は仁川国際空港鉄道が通る2層構造の鉄道道路併用橋であり、橋の下を1万トン級の船舶が通過できる。自碇式吊橋形式は日本の長大の技術で作られている。同国の土木建築物として初めて土木学会田中賞を受賞した。